# Джой (река)
Джой — горная река в России, левый приток реки Енисей в юго-восточной части Республики Хакасия, на территории Бейского района. Длина — 67 км (с Джойским заливом).
Истоки — выходы грунтовых вод на склонах Джойского и Джебашского хребта. После строительства Саяно-Шушенской ГЭС в нижнем течении образовался залив. Имеет много притоков (9 левых, 5 правых), крупный — р. Клай. Густота речной сети 0,5-0,7 км/км², модуль стока — 10-20 л/(с×км²). Ландшафт долины горно-таёжный. Река богата рыбой (хариус, таймень).
В ущелье реки находилась Джойская писаница, памятник изобразительного искусства, датируемый первой половиной II тыс. до н. э. Был затоплен водохранилищем Саяно-Шушенской ГЭС.

## Притоки
- 4 км: Казанашка лв
- 28 км: Клай лв
- 31 км: Большая Казанашка лв
- 33 км: Калгансук лв
- 39 км: Харлыгхан пр
- 46 км: Тюльберг пр

## Данные водного реестра
По данным государственного водного реестра России относится к Енисейскому бассейновому округу. Речной бассейн реки — Енисей, речной подбассейн реки — Енисей между слиянием Большого и Малого Енисея и впадением Ангары, водохозяйственный участок реки — Енисей от истока до Саяно-Шушенского гидроузла.